# Bělá, Havlíčkův Brod
Bělá là một làng thuộc huyện Havlíčkův Brod, vùng Vysočina, Cộng hòa Séc.